# 70. п. н. е.

## Догађаји
- У Риму, Марко Тулије Цицерон води судски поступак против некадашњег гувернера Гаја Вера, оптужујући га за корупцију. Схвативши да ће изгубити случај, Вер одлази у егзил у Масилију.

## Рођења
- Вергилије, римски песник (у. 19. п. н. е.)
- Клеопатра VII, краљица Египта (у. 30. п. н. е.)
- Гај Килније Мецена, римски политичар (у. 8. п. н. е.)